# آوای کولی

زیگونروایزن (آوای کولی) بر پایه ملودیی از مردمان کولی بنا شده و درد و رنج آنان را آهنگین کرده‌است.

زیگونروایزن (به آلمانی: Zigeunerweisen) یا آوای کولی (به اسپانیایی: Aires gitanos) از آثار نوازنده مشهور ویولن و آهنگساز عصر رمانتیک پابلو دو ساراساته است. وی این اثر را در سال ۱۸۷۸ میلادی ساخته‌است.
ویولنیست و آهنگساز اسپانیایی پابلو دو ساراساته، آثار دیگری هم دارد. فانتزی کارمن، فانتزی رومئو ژولیت کاپریس باسک، زاپاتیدو و هابانرا از مجموعه رقص‌های اسپانیایی… همه هستند اما زیگونروایزن (آوای کولی) فاخرترین اثر او است.
زیگونروایزن (آوای کولی) گویی از اعماق وجود آهنگساز سروده شده و با لطافت و ظرافتی معصومانه عجین گشته‌است.
زیگونروایزن (آوای کولی) بر پایه ملودیی از مردمان کولی و غربال‌بندان آواره و غربتی بنا شده و انگار درد و رنج آنان را آهنگین کرده‌است.
عدم پایبندی پابلو دو ساراساته به چهارچوب‌های کلیشه ای شاخص در آثار تصنیفی ویولون، زیگونروایزن (آوای کولی)، را به اثری جاودان تبدیل کرده‌است.
به نظر می‌رسد زیگونروایزن (آوای کولی) به ملودی‌های فلامنکو و بومی اسپانیا که زادگاه پابلو دو ساراساته است شباهت چندانی ندارد و با نواهای کولی‌های مجارستان بیشتر می‌خواند. چه بسا وی ار فرانتس لیست آهنگساز شهیر دوره رمانتیک که سال ۱۸۷۰ در بوداپست ملاقات کرده، تأثیر گرفته باشد.
آوای کولی را بارها و بارها هنرمندان نامدار(با ویلن، پیانو، ساز دهنی...) نواخته‌اند؛ و چندین ترانه نیز روی آن ساخته شده‌است.
ریچارد تائوبر یکی از بزرگترین خوانندگان قرن بیستم که بوسیدن دست زنان را ارج و احترام نهاد و از آن ترانه ساخت، زیگونروایزن (آوای کولی) را هم سال ۱۹۲۸ با آواز حزین خود خواند.
ایگور گورین معلم موسیقی اتریشی نیز سال ۱۹۴۲ آن را اجرا نمود.